# Suzeranía

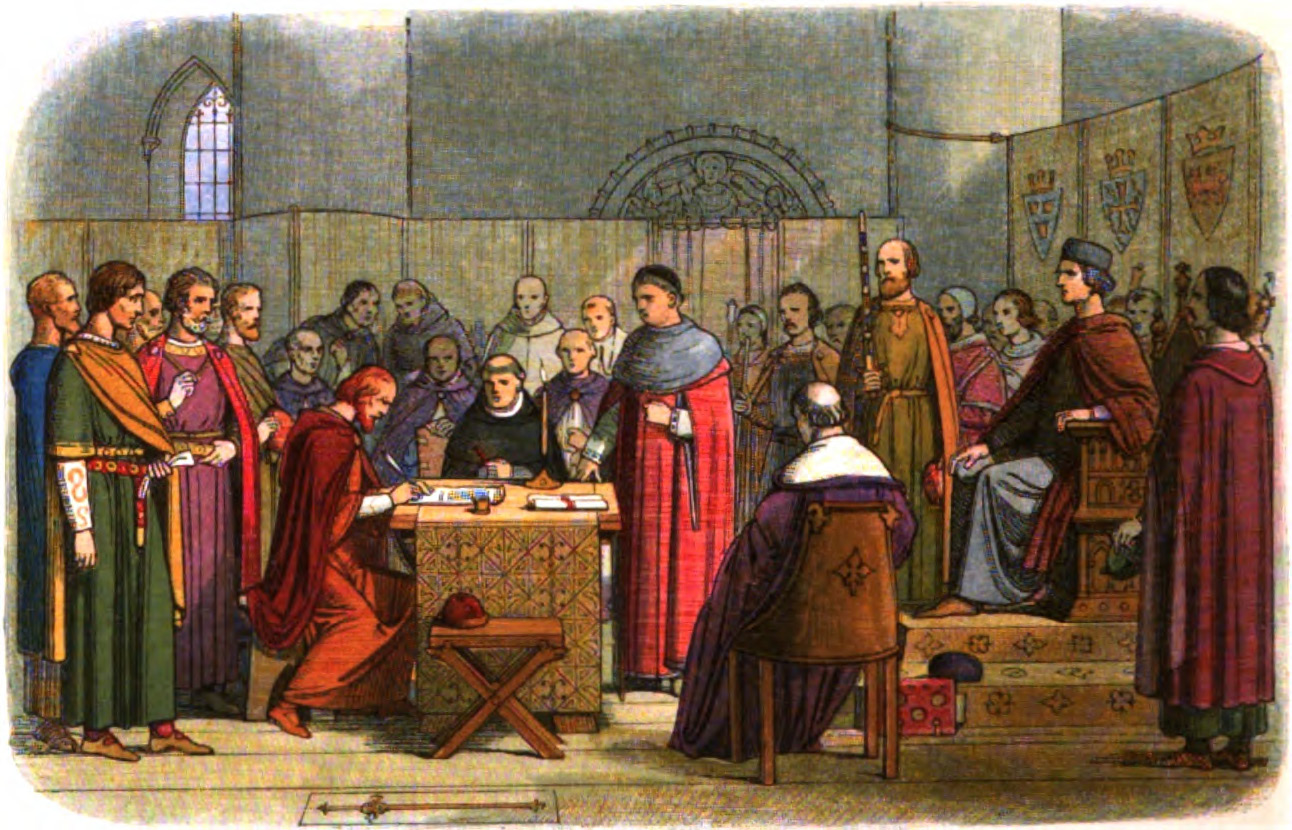
Eduardo I de Inglaterra reconocido como suzerano de Escocia en 1290. James William Edmund Doyle (1864)

La suzeranía era una situación en la cual una región o un pueblo daba tributo a una entidad más poderosa que permitía al tributario una autonomía doméstica limitada para mantener relaciones internacionales. La entidad más poderosa en la relación de suzeranía, o el jefe de Estado de esta entidad más poderosa, se denomina suzerano. 
El término suzeranía se usaba originalmente para describir la relación entre el Imperio otomano y sus regiones aledañas. Se diferencia de la soberanía en que el tributario tiene una autonomía limitada. 
En el derecho feudal, el suzerano era un señor feudal que tenía un feudo al que otros feudatarios le prestaban homenaje, diferenciándose de otros señores feudales en que el suzerano era vasallo directo del rey, a quien debía homenaje.
Un ejemplo relativamente cercano lo aporta el gobierno chino en 1911, cuando Gran Bretaña organizó la Conferencia de Simla (1913), en la que los representantes tibetanos —animados por intereses ingleses— formularon por primera vez la consigna de «independencia del Tíbet», que fue rechazada por el gobierno chino. Es entonces que los representantes británicos introdujeron un plan de «compromiso preestablecido» con la intención de alterar la soberanía de China sobre el Tíbet y establecer la «suzeranía» para que el Tíbet se liberara de la jurisdicción del gobierno chino en nombre de la «autonomía» [cita requerida].
El concepto de suzeranía se aplica a los imperios en la historia, y no tiene cabida en el derecho internacional del siglo XXI. En su lugar aparecen conceptos como unión personal (en el caso de los dominios británicos, independientes solo nominalmente hasta 1931) o el de Estado satélite o el de Estado Libre Asociado o su peyorativo gobierno títere (como el gobierno de Manchukuo respecto a Japón en los años 30 del siglo XX).